# Влашский язык (Сербия)

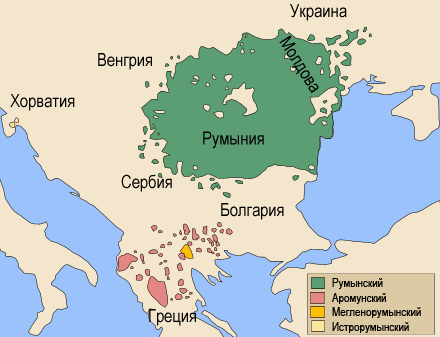
Карта распространения румынского языка и других балкано-романских языков

Влашский язык (самоназвание limba română, иногда rumâneşte / rumâneşce; серб. Влашки jезик / Влашки) — группа балкано-романских говоров, на которых говорят сербские влахи в Тимочской долине, унгурцы (населяющие районы Хомолье, Звизд, Стиг, Браничево, а также вдоль рек Млава, Ресава и Морава в Сербии) и влахи Воеводины. В Болгарии на нём разговаривают в Видинской области.
В Румынии эти говоры считают диалектом современного румынского языка и называют тимочским диалектом. В Сербии часть влахов считают, что они говорят на отдельном языке и добиваются признания его самостоятельным восточно-романским языком.
Термин «влашский / валашский язык», помимо обозначения собственно языка сербских влахов, также используется собирательно по отношению ко всей группе восточно-романских языков. При этом носители разных языков этой группы (румынского с молдавским, истрорумынского, мегленорумынского, арумынского) испытывают трудности в понимании как языка сербских влахов, так и друг друга.

## География распространения
| 1-5% 5-10% 10-15% | 15-25% 25-35% более 35% |

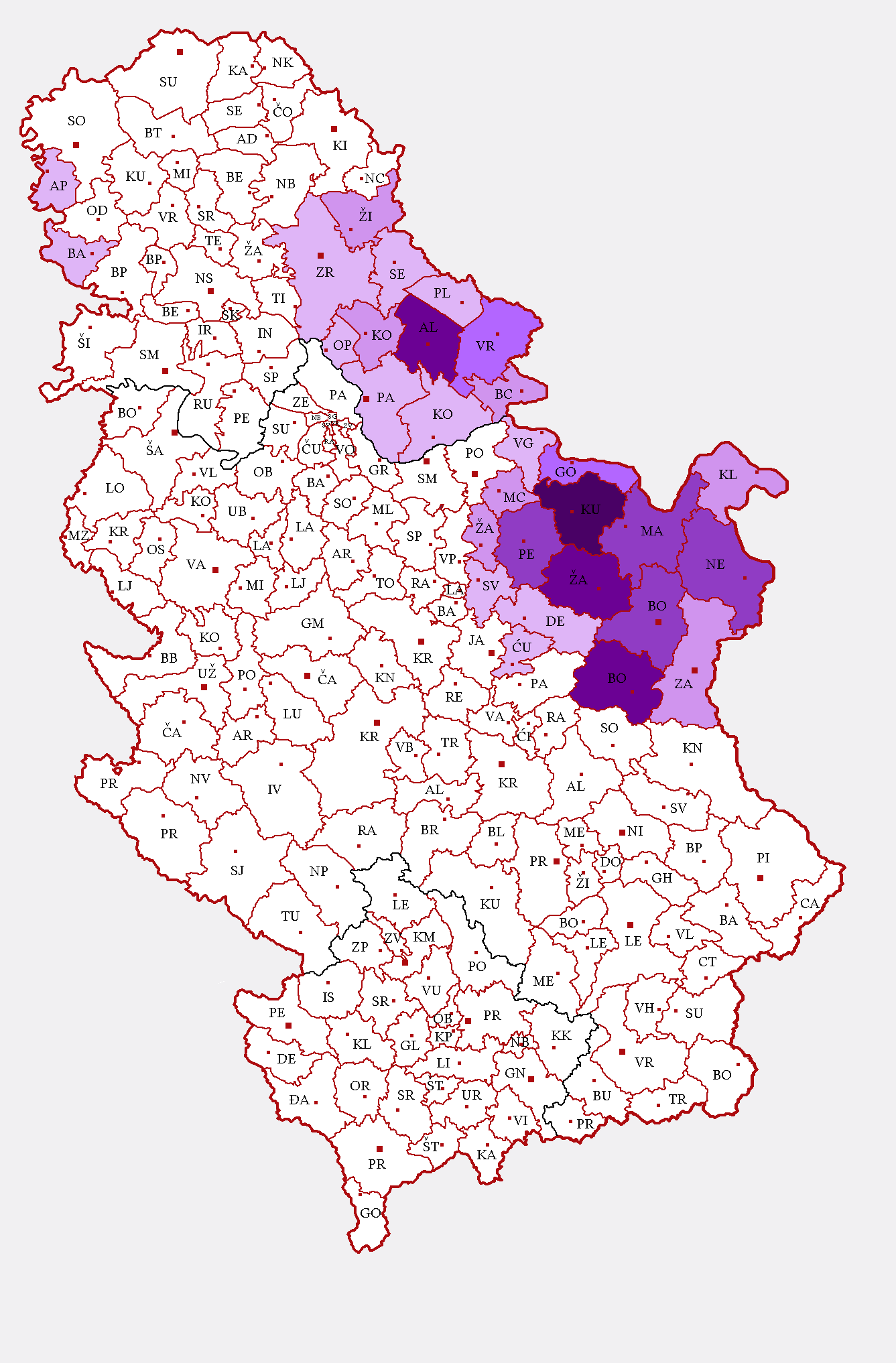
Румынский язык в Воеводине и сербской части Тимочской долины, перепись 2002 г.

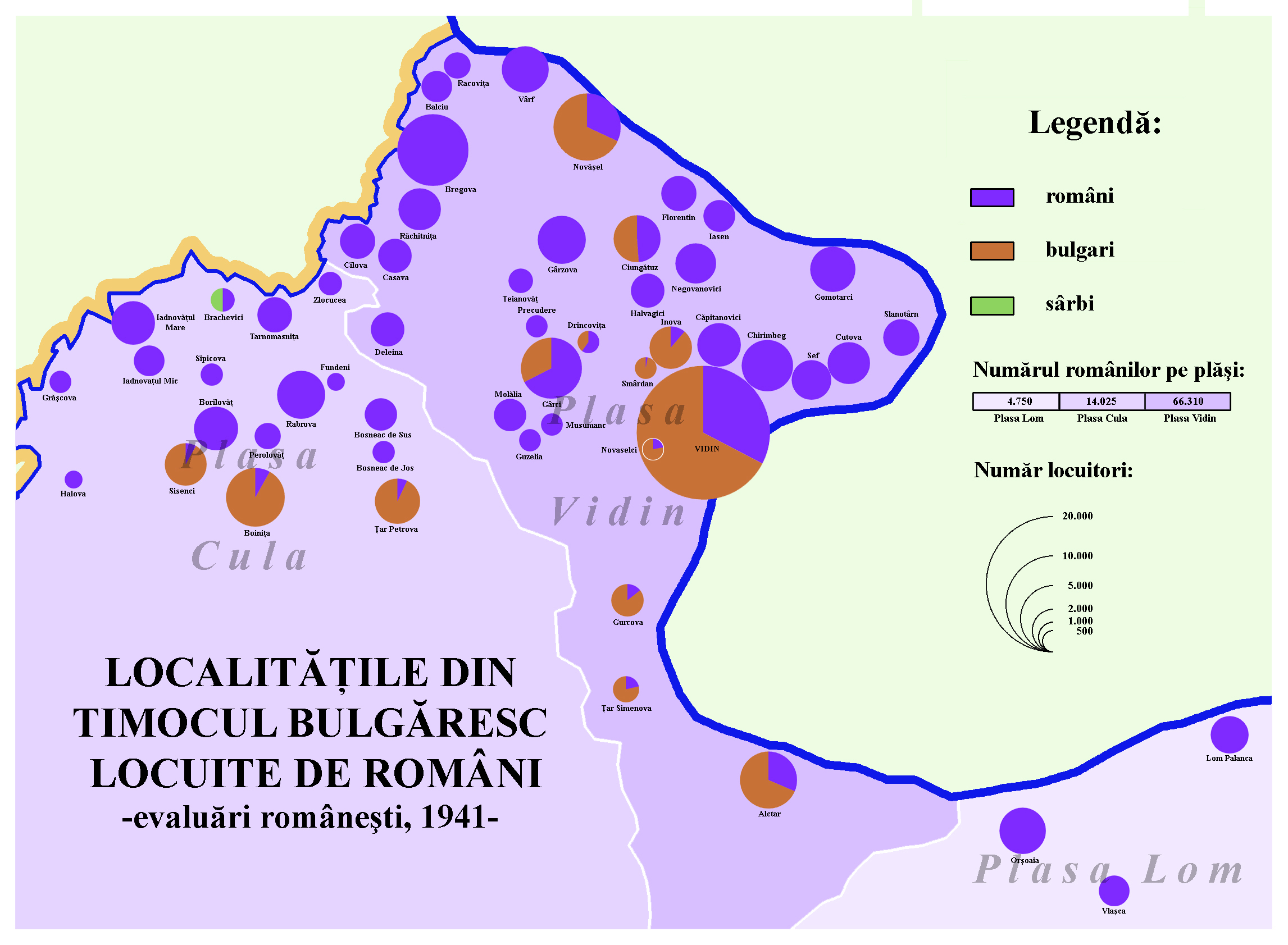
Румыноговорящее население болгарской части Тимочской долины, 1941 г.

Влашский язык распространён в первую очередь в долине реки Тимок (в Тимочской Краине на востоке современной Сербии и в Видинской области на северо-западе современной Болгарии), а также в Воеводине.

## Статус
Язык влахов не обладает официальным статусом отдельного языка и не стандартизирован. В стандарте ISO 639-3 ему не присвоено отдельного кода.
Носители языка также не единодушны относительно его статуса. Национальный Совет Влашского Меньшинства считает язык влахов разновидностью (диалектом) румынского языка, не нуждающейся в стандартизации. Некоторые члены влашского сообщества добиваются разрешения официально использовать стандартный румынский язык в областях, населённых влахами, до стандартизации влашского языка.
По причинам, связанным со сложной историей многонациональной области Воеводина, в сербских переписях населения румынский и влашский выделяются в отдельные языки. Статистика Сербии также указывает влашский и румынский языки отдельно, в зависимости от того, как жители назвали свой язык при переписи. Во время переписи населения в Сербии в 2011 году, 43.095 человек указали своим родным языком влашский и 35.330 человек указали национальность "влах" (вопросник был написан на сербском; данные в целом по стране). 29.075 человек указали своим родным языком румынский и 29.332 человек указали национальность «румын». Большинство указавших влашский язык проживает в восточной Сербии, в первую очередь в Тимочской Краине и сопредельных районах, в то время как большинство указавших румынский проживает в Воеводине.
| Родной язык, указанный при переписи | 1953    | 1971    | 1981    | 1991   | 2002   | 2011   |
| ----------------------------------- | ------- | ------- | ------- | ------ | ------ | ------ |
| Влашский                            | 198.861 | 139.902 | 129.613 | 71.534 | 54.818 | 43.095 |
| Румынский                           | 66.594  | 64.832  | 56.393  | 45.565 | 34.515 | 29.075 |

Хельскинкский Комитет по правам человека отмечает: несмотря на то, что проблема статуса идиома сербских влахов должна решаться научным сообществом, в Сербии она является предметом политических дебатов.

## Название и лингвистические особенности
Сербские влахи называют себя ромын или румын, а свой язык лимба ромынэ или ромынеште. На сербском эта этническая группа называется власи / vlasi и их язык, соответственно, влашки / vlaški.
Говоры сербских влахов делятся на две основные группы. Одна группа, которую сербские источники называют «царанский говор», близка к олтенскому диалекту, распространённому на территории исторической области Олтения в современной Румынии. Другая, «унгурянский говор», близка банатскому диалекту румынского языка и некоторыми исследователями включается в него. Румынские лингвисты именуют унгурянский говор банатским, а царанский — олтенским или тимочским. 
Согласно терминологии, принятой среди сербских исследователей в среде влахов Восточной Сербии бытует несколько говоров/диалектов: унгурянский, царанский, унгурянско-мунтенский и буфанский говоры.

## Карты лексем

Румынская лексика в центральной Сербии. Исследования Густава Вейганда:
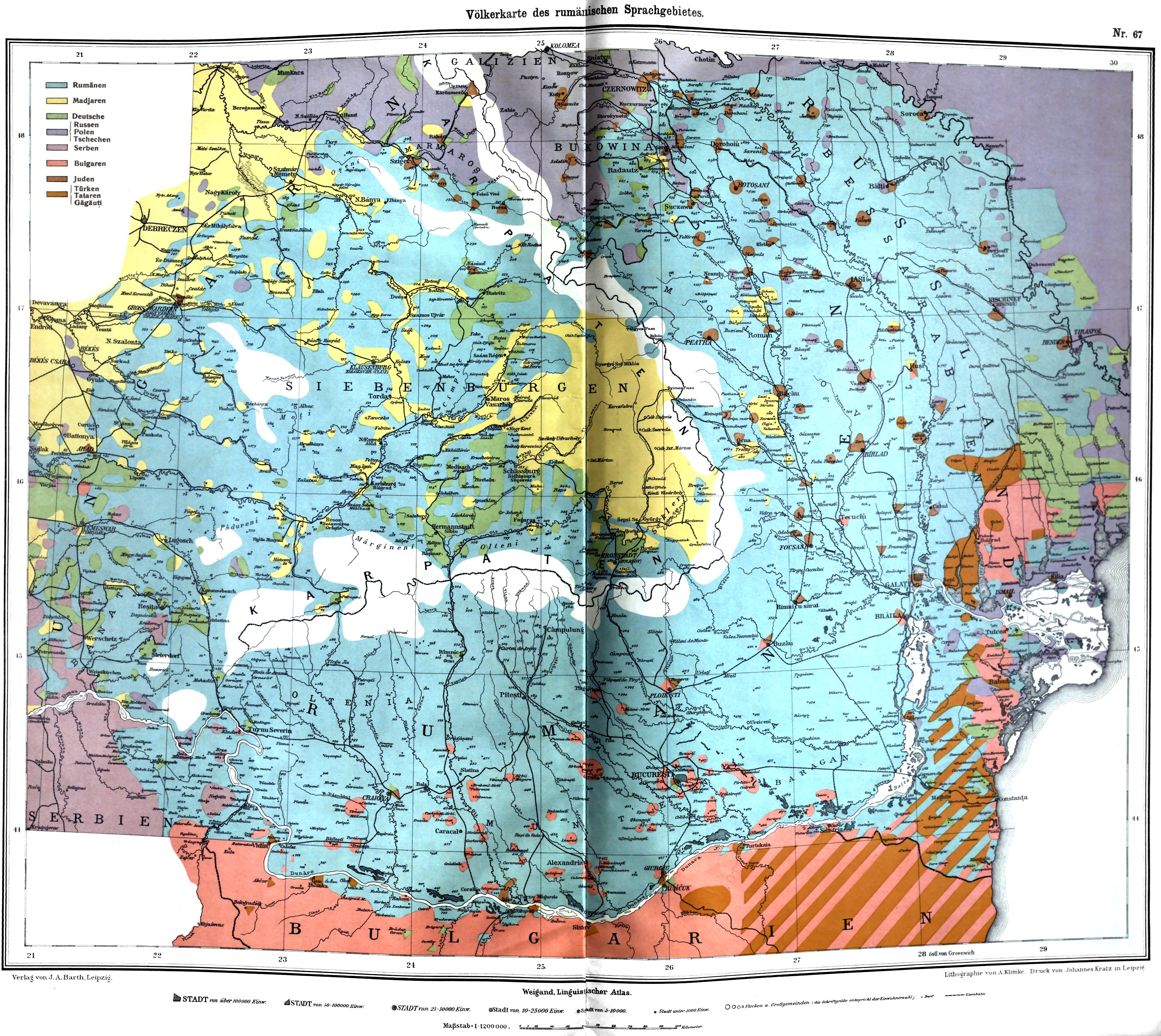
Область распространения румынских говоров
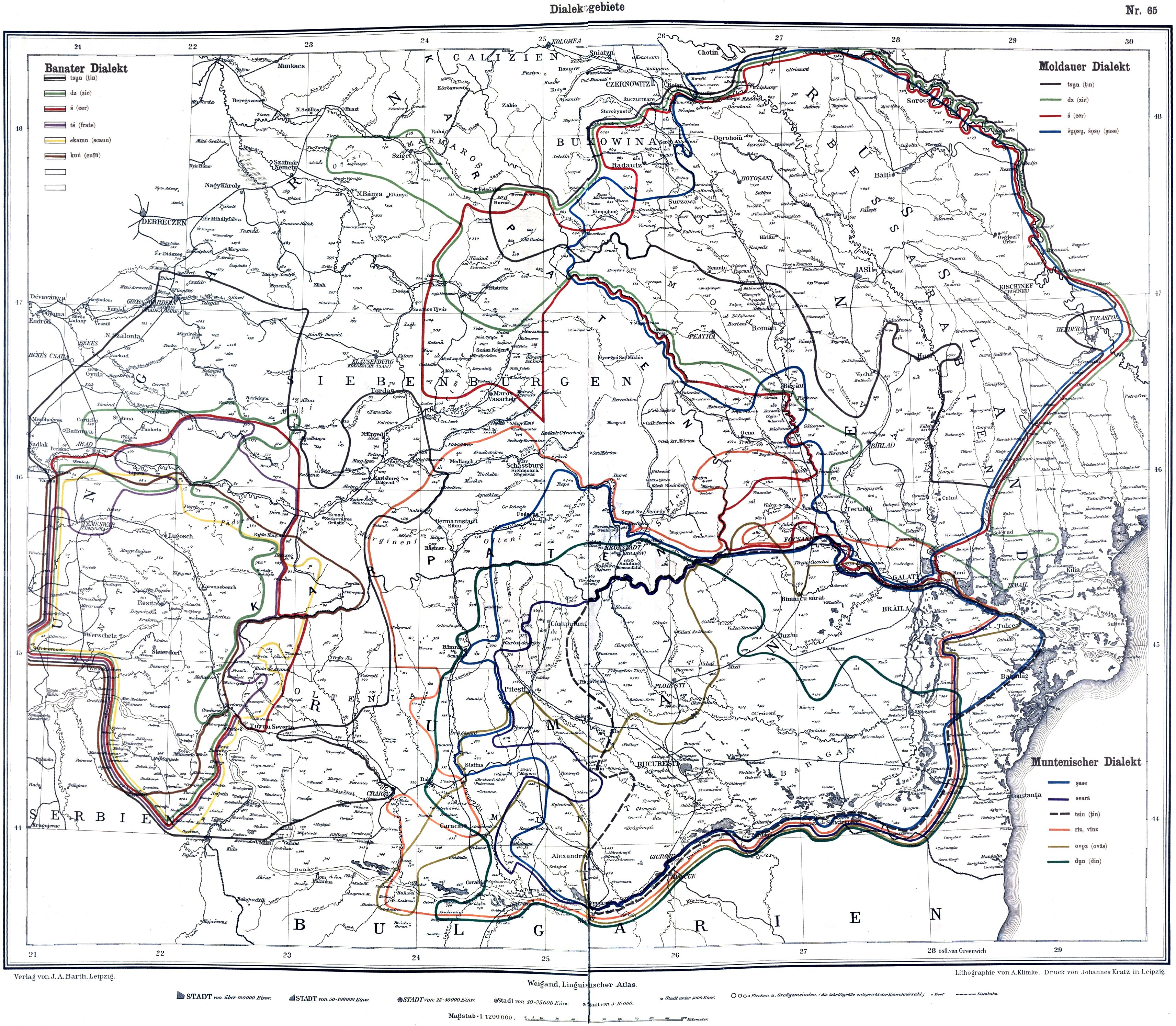
Банатский диалект в Центральной Сербии
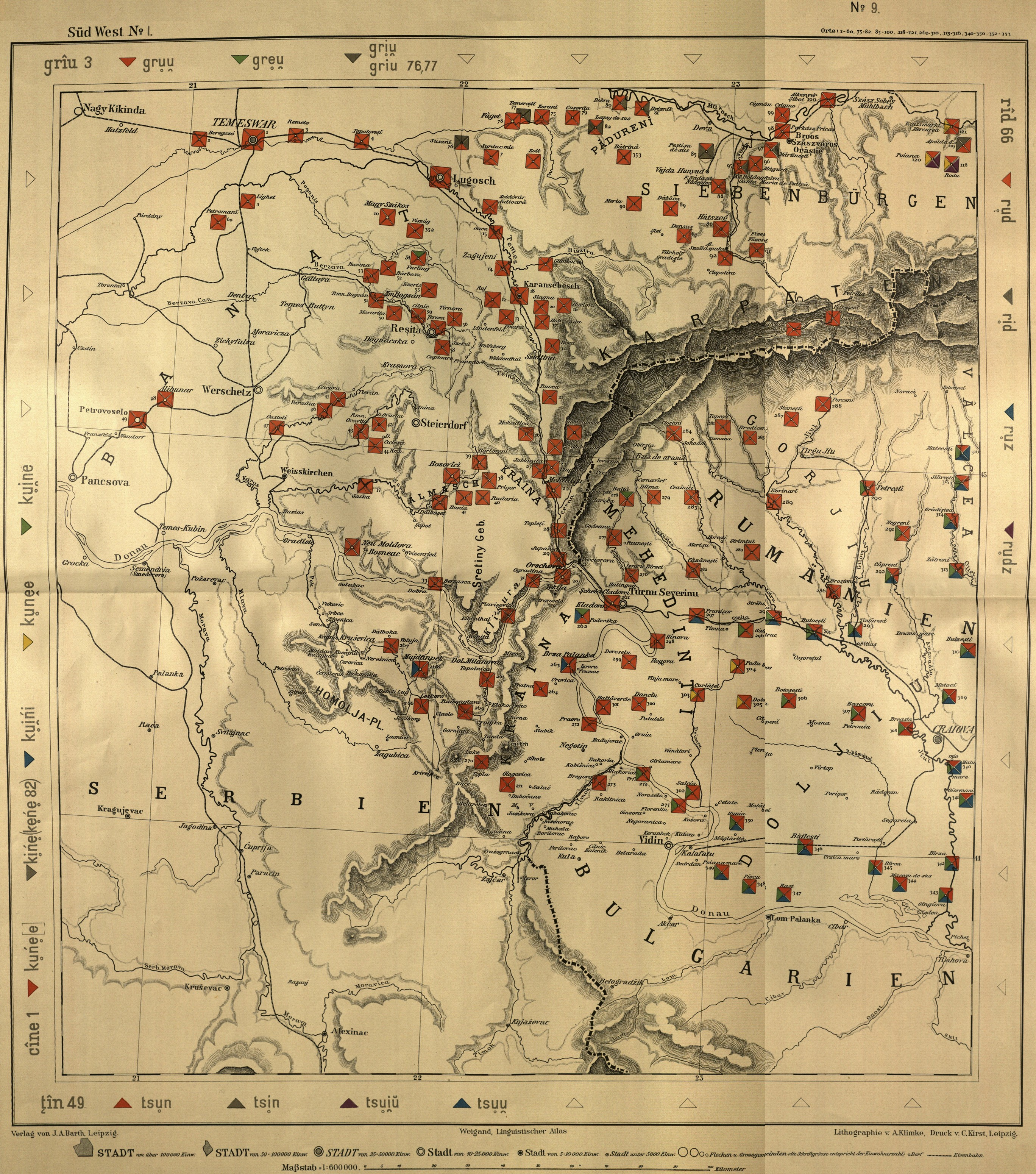
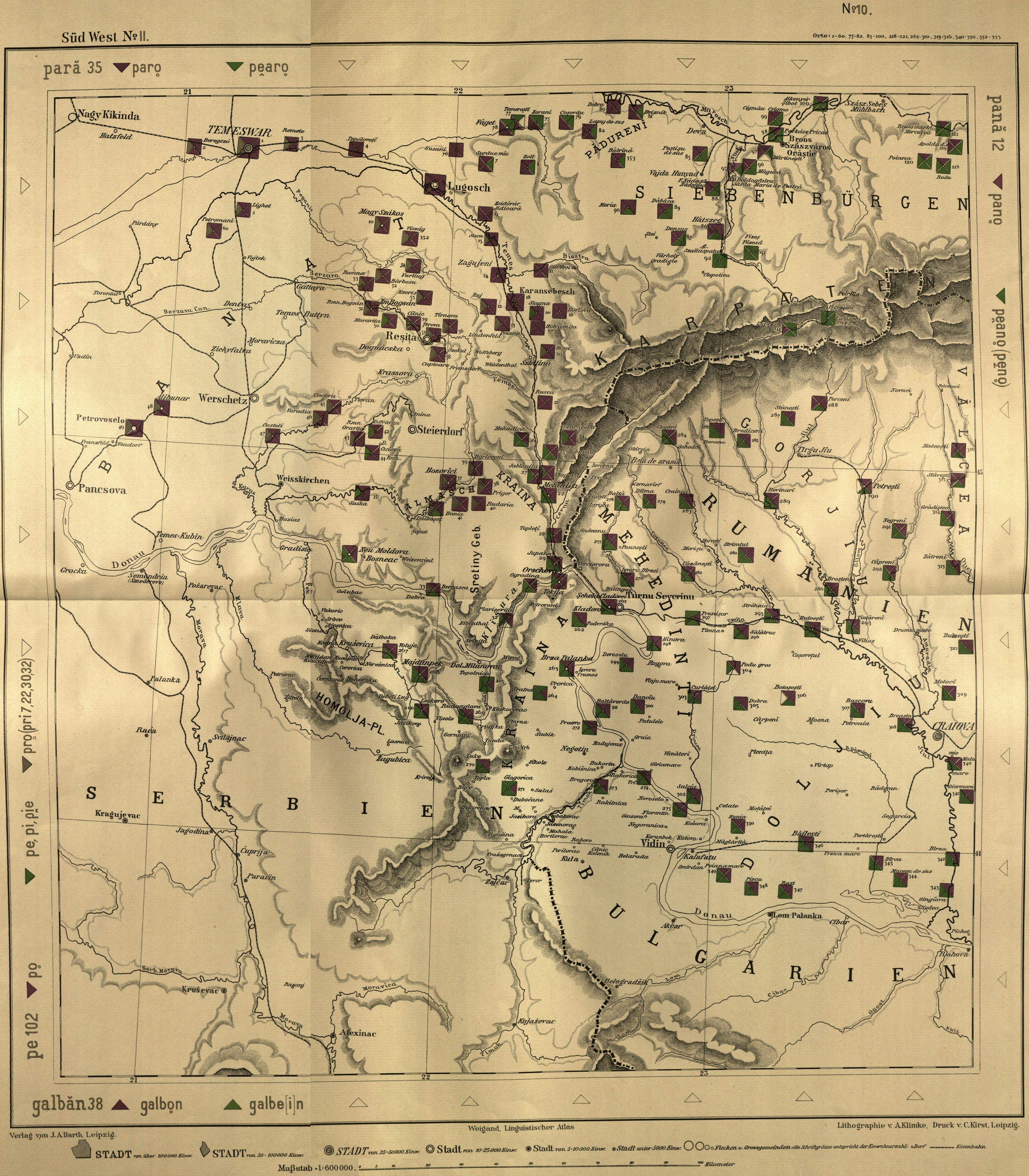
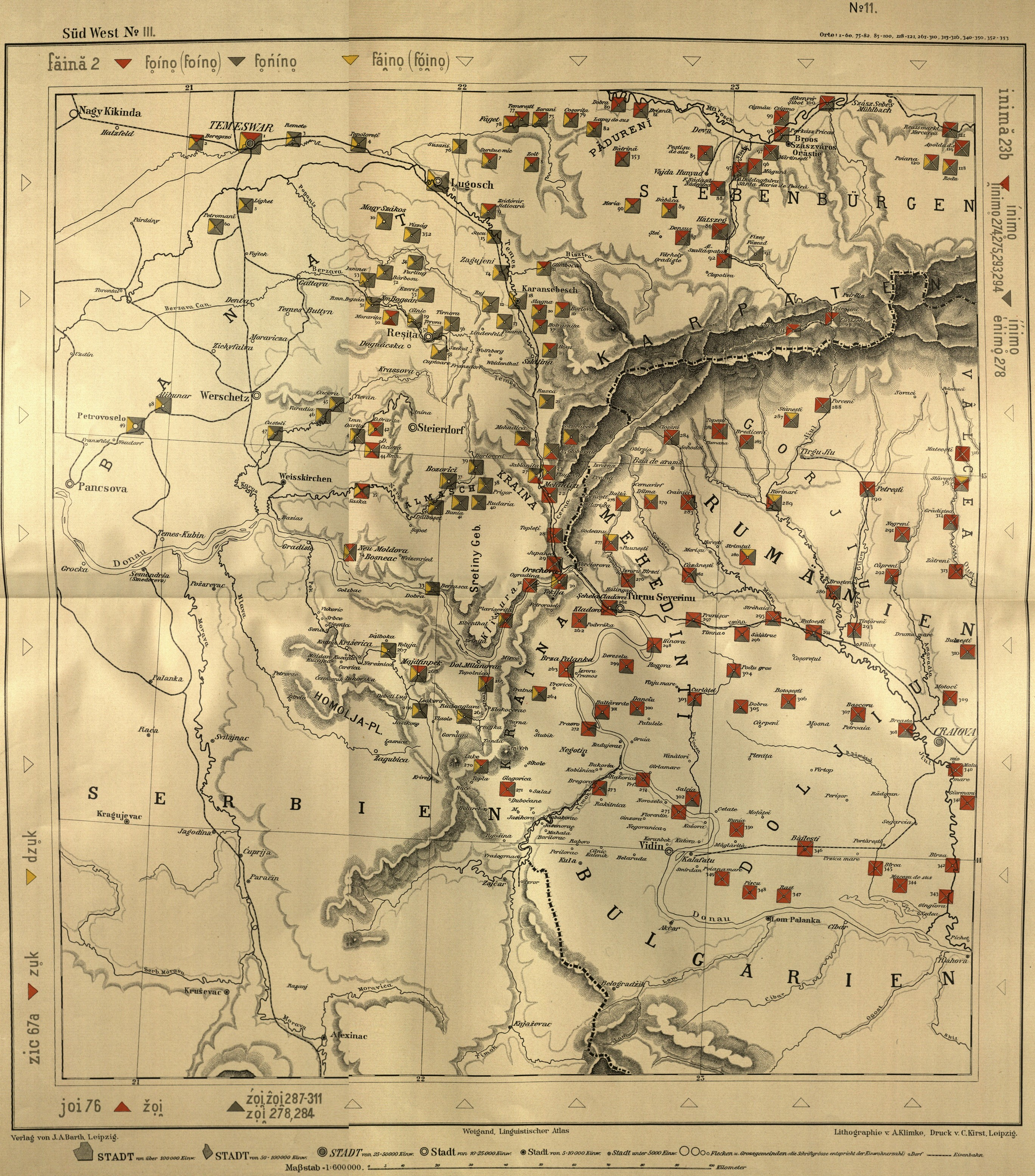
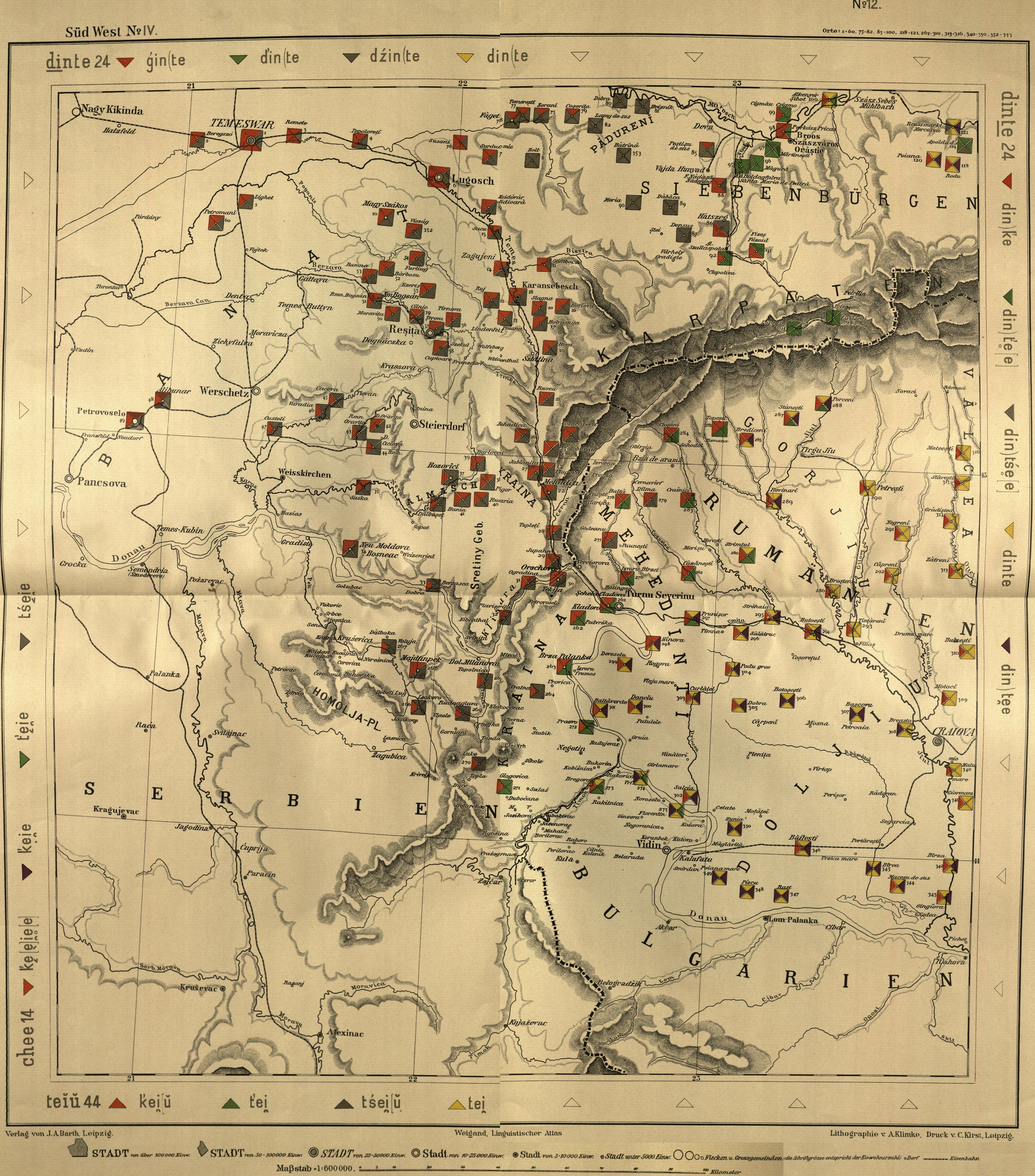
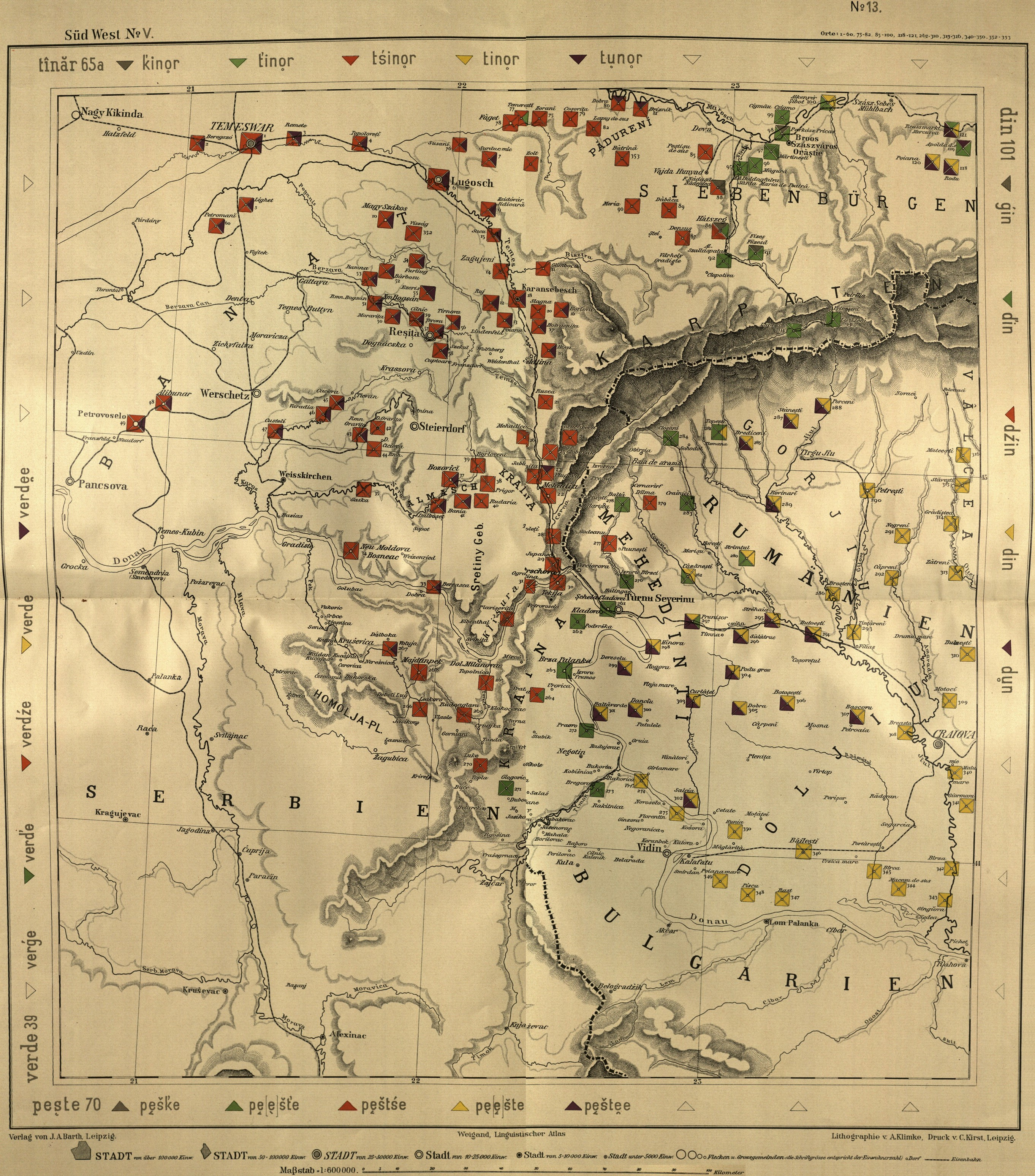
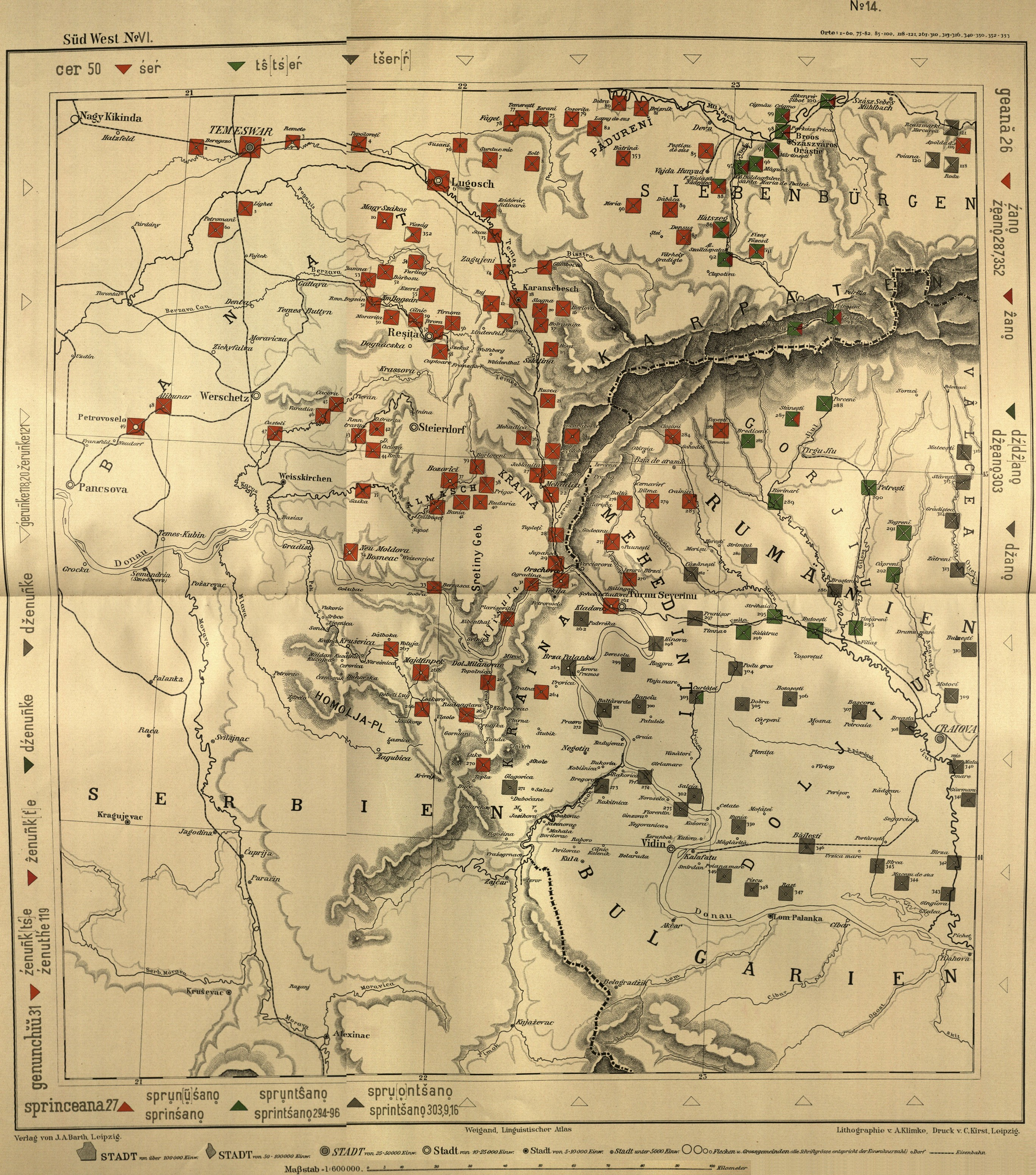
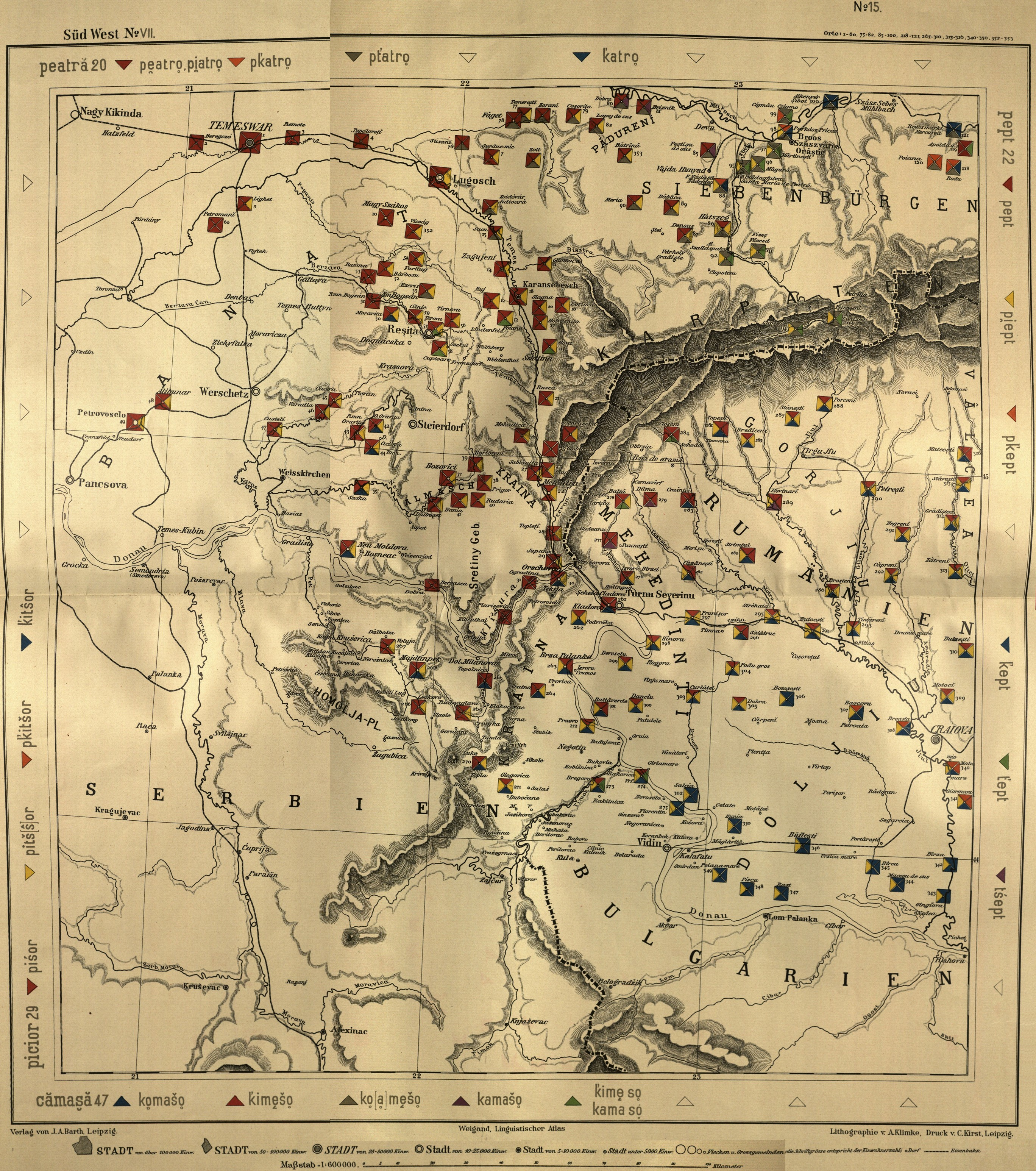
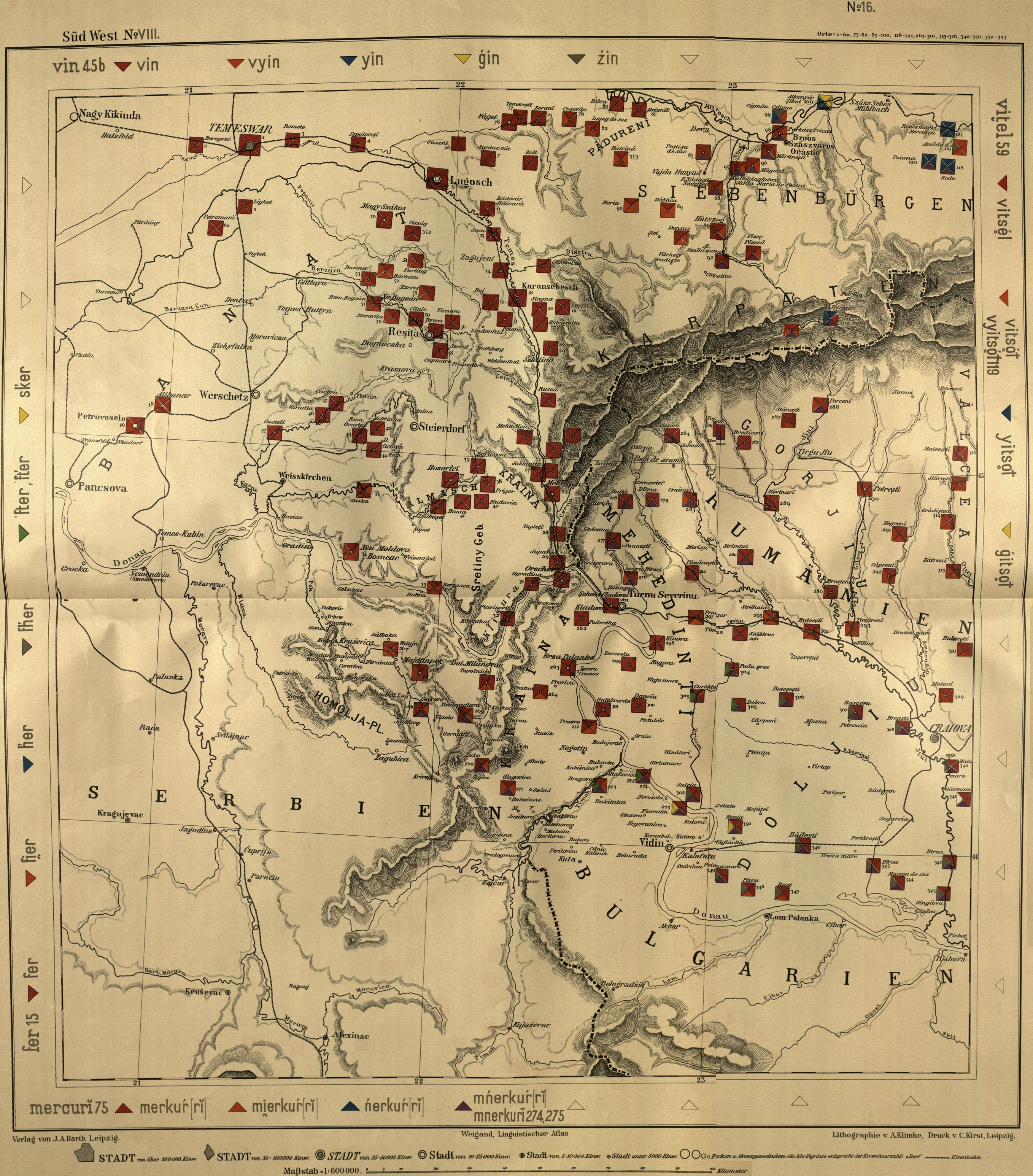

## Использование в медиа и СМИ
Радиостанции Zaječar и Radio Pomoravlje транслируют передачи на влашском языке.

## Комментарии
1. ↑  Румынский язык является одним из пяти официальных языков Воеводины (Катунин, 2008, с. 145).